# Беруни (город)
Беруни (также Бируни, узб. Beruniy / Беруний, каракалп. Biruniy / Бируний), до 1957 года назывался Шаббаз, — город (с 1962 года), административный центр Берунийского района Каракалпакстана (Узбекистан).
Одна из столиц древнего Хорезма. В этом городе родился известный хорезмийский мыслитель и учёный Абу Райхан аль-Бируни.

## История
Упоминается мыслителем Абу Рейханом аль-Бируни как столица Хорезма, потерявшего своё значение в X веке. В Кяте, как в то время назывался город Беруни, в 990-х годах аль-Бируни проводил астрономические исследования.
Географ Х века Макдиси дает следующее описание столицы Хорезма: "Кят называют [также] Шахристаном; он расположен на берегу реки и (по величине) соответствует Нишапуру (по другой редакции — больше Бухары). Город находится к востоку от реми; в нем есть соборная мечеть, посреди базаров; колонны сделаны из черного камня, до высоты 1 камы; над ними поставлены деревянные столбы. Дворец эмира находится посреди города; цитадель уже разрушена рекой; в городе есть арыки, протекающие посреди города. Город великолепен; в нем много улемов, много знатоков изящной литературы, много богачей, много хороших вещей и товаров. Строители домов отличаются искусством; чтецы Корана не имеют себе равных в Ираке по красоте голоса, по благородной выразительности чтения, по наружности и по познаниям".
В 1953 году был образован посёлок городского типа Шаббаз, который в 1957 году был переименован в честь знаменитого учёного аль-Бируни, родившегося здесь.
Анонимный персидский автор географического труда конца X века «Худуд аль-алам» (границы мира) пишет: «Кят — главный город Хорезма, ворота в Туркестан гузский, складочное место товаров тюрков, Туркестана, Мавераннахра и области хазаров, место стечения купцов… Город имеет большое богатство. Оттуда вывозятся покрывала для подушек, стёганые одежды, бумажные материи, войлок, рухбин (род сыра)».
В 1962 году Беруни получил статус города. 13 марта 1969 года из-за последствий наводнения реки Амударьи были затоплены и повреждены несколько зданий города, однако в последующие годы всё было восстановлено.

## География
Город Беруни расположен к северу от берега реки Амударьи неподалёку от границы Узбекистана с Туркменистаном. Находится в 943 км к западу от Ташкента и в 147 км к востоку от Нукуса.

## Климат
Климат в городе резко континентальный. Абсолютным максимумом является температура 44 градуса цельсия (в июле), абсолютным минимумом — -13 градусов цельсия (в январе).

## Население
По состоянию на 1968 год, в Беруни проживали 18 000 человек, в 1970 году — 23 000, в 2000 году — 51 000, в 2004 году — 50 700, в 2018 году — 66 019 человек. К 2020 году число жителей возросло до 68 100 человек.

## Инфраструктура
Организации Беруни обслуживают сельскохозяйственный комплекс и ремонтируют землеройную технику. Фирмы и компании Беруни предоставляют банковские, телекоммуникационные и автотранспортные услуги.
Предприятия Беруни производят пряжу, трикотажное полотно и трикотажные изделия, нитки. В городе работает хлопкоочистительный завод, и налажено производство обуви. Образовательные учреждения Беруни — это средние школы и детские сады.